# Hydroporus leechi
Hydroporus leechi är en skalbaggsart som beskrevs av Gordon 1981. Hydroporus leechi ingår i släktet Hydroporus och familjen dykare. Inga underarter finns listade i Catalogue of Life.